# Call Out My Name
Singles de The Weeknd
Pray for Me
(2018) What You Want (en)
(2018)
Call Out My Name est un single du chanteur canadien The Weeknd sorti le 10 avril 2018. Il est extrait de son premier EP My Dear Melancholy.

## Classements
| Classement (2018)                        | Meilleure position |
| ---------------------------------------- | ------------------ |
| Allemagne (GfK Entertainment)            | 7                  |
| Australie (ARIA)                         | 3                  |
| Autriche (Ö3 Austria Top 40)             | 11                 |
| Belgique (Flandre Ultratop 50 Singles)   | 31                 |
| Belgique (Flandre Ultratop R&B/Hip-Hop)  | 7                  |
| Belgique (Wallonie Ultratop 50 Singles)  | 23                 |
| Belgique (Wallonie Ultratop 50 Airplay)  | 24                 |
| Belgique (Wallonie Ultratop R&B/Hip-Hop) | 7                  |
| Canada (Hot 100)                         | 1                  |
| Canada (All-Format Airplay)              | 36                 |
| Canada (CHR/Top 40)                      | 17                 |
| Canada (Digital Songs)                   | 5                  |
| Danemark (Tracklisten)                   | 3                  |
| Écosse (OCC)                             | 5                  |
| Espagne (PROMUSICAE)                     | 58                 |
| États-Unis (Hot 100)                     | 60                 |
| États-Unis (Adult R&B Songs)             | 23                 |
| États-Unis (Digital Songs)               | 4                  |
| États-Unis (Hot R&B Songs)               | 1                  |
| États-Unis (R&B/Hip-Hop Songs)           | 3                  |
| États-Unis (Rhythmic Songs)              | 14                 |
| États-Unis (Streaming Songs)             | 2                  |
| Finlande (Suomen virallinen lista)       | 12                 |
| France (SNEP)                            | 31                 |
| Grèce (IFPI Greece)                      | 2                  |
| Hongrie (Single Top 40)                  | 15                 |
| Hongrie (Stream Top 40)                  | 2                  |
| Irlande (IRMA)                           | 5                  |
| Italie (FIMI)                            | 40                 |
| Liban (Top 20)                           | 7                  |
| Malaisie (RIM (en))                      | 1                  |
| Mexique (Mexico Airplay (en))            | 21                 |
| Mexique (Mexico Ingles Airplay (en))     | 6                  |
| Norvège (VG-lista)                       | 3                  |
| Nouvelle-Zélande (RMNZ)                  | 7                  |
| Pays-Bas (Nederlandse Top 40)            | 30                 |
| Pays-Bas (Single Top 100)                | 14                 |
| Tchéquie (IFPI Singles Digitál)          | 3                  |
| Portugal (AFP)                           | 2                  |
| Royaume-Uni (UK Singles Chart)           | 7                  |
| Royaume-Uni (UK R&B Chart)               | 3                  |
| Russie (Tophit)                          | 89                 |
| Singapour (RIAS (en))                    | 4                  |
| Slovaquie (Singles Digitál Top 100)      | 1                  |
| Suède (Sverigetopplistan)                | 6                  |
| Suisse (Schweizer Hitparade)             | 8                  |